# EUI-64
Als EUI-64 (64-Bit Extended Unique Identifier) bezeichnet man ein vom IEEE standardisiertes MAC-Adressformat zur Identifikation von Netzwerkgeräten. Eine EUI-64-Adresse ist 64 Bit lang und setzt sich aus zwei Teilen zusammen:
- Die ersten 24, 28 oder 36 Bit identifizieren den Hardwarehersteller (siehe OUI).
- Die restlichen Bits dienen der Geräteidentifikation.

Eine Variante davon ist das sogenannte modifizierte EUI-64 Adressformat, welches bei IPv6 zum Einsatz kommt. Dieses unterscheidet sich darin, dass der Wert des siebten Bits (von links) einer EUI-64 Adresse, auch Universal/Local Bit genannt, invertiert wird.

## Umrechnung
Eine 48 Bit lange MAC-Adresse lässt sich auch in das modifizierte EUI-64-Adressformat umrechnen. Dazu geht man wie folgt vor:
1. Die MAC-Adresse wird in zwei 24 Bit lange Teile geteilt, wobei der erste Teil die ersten 24 Bit und der zweite Teil die letzten 24 Bit der modifizierten EUI-64-Adresse bilden.
2. Die restlichen 16 Bits, die sich in der Mitte der zu bildenden EUI-64-Adresse befinden, werden nach folgendem Bitmuster belegt: 1111 1111 1111 1110 (Hexadezimal: FFFE).
3. Nach Schritt zwei befindet sich die Adresse im EUI-64-Format. Wenn man nun wie oben erwähnt den Wert des siebten Bits von links invertiert, erhält man die modifizierte EUI-64-Adresse.

Die Umrechnung einer 48-Bit-MAC-Adresse in das EUI-64-Format wurde vom IEEE als veraltet erklärt, weil die Gefahr besteht, dass es zu Überschneidungen kommt.